# Bom Jesus da Lapa
Bom Jesus da Lapa é um município brasileiro no interior do estado da Bahia, Região Nordeste do país. Localiza-se a uma distância de 796 km a oeste da capital estadual, Salvador, e 675 km a leste da capital federal, Brasília. Ocupa uma área territorial de aproximadamente 4 115,510 km² e sua população estimada pelo Instituto Brasileiro de Geografia e Estatística (IBGE) em 2024 era de 68 704 habitantes, sendo então o 32º mais populoso do estado e primeiro de sua microrregião.
Com as primeiras visitas à região ainda no século XVI, Bom Jesus da Lapa se desenvolveu por meio de uma gruta localizada dentro de um dos morros que compõem o município. Após o artista plástico português Francisco de Mendonça Mar ter se estabelecido no local como um monge, viajantes e peregrinos visitavam a fazenda Morro, da qual surgiu o município, para procissões e descanso. Grande parte da importância da cidade se deve ao turismo religioso. Bom Jesus da Lapa é sede de uma das principais romarias do Brasil.
A cidade fez parte do território de Paratinga durante mais de cem anos, até que foi elevada à categoria de vila em 1890 e município em 1923. Localizada na transição entre o cerrado e a caatinga, com clima semiárido, Bom Jesus da Lapa é banhada pelo Rio São Francisco. A sede do município possui uma temperatura média anual de 25,4 graus centígrados. O seu Índice de Desenvolvimento Humano (IDH), segundo dados de 2010, é de 0,633, considerado médio pela Organização das Nações Unidas (ONU). O município é servido pelas rodovias federais BR-349 e BR-430, além das estaduais BA-160 e BA-161. Também conta com um aeroporto de porte regional.

## História

### Da colonização à emancipação
A região à esquerda e direita do Rio São Francisco, no oeste baiano, do qual Bom Jesus da Lapa se localiza, era ocupada por várias populações indígenas, dentre elas os tamoios, cataguás, xacriabás, aricobés, tabajaras, amoipira, tupiná, ocren, sacragrinha e tupinambás.
Os primeiros registros da chegada portuguesa a Bom Jesus da Lapa datam do século XVI, quando Duarte Coelho Pereira, o capitão donatário de Pernambuco, esteve no morro de Bom Jesus da Lapa, em uma expedição exploratória, entre os anos de 1543 a 1550. Em 1553, João III de Portugal determinou que Tomé de Sousa conhecesse as nascentes do São Francisco. Francisco Bruza Espinosa, residente em Porto Seguro, foi o responsável pela expedição que, segundo estudiosos, pode ter chegado até a cidade, um ano e meio após o seu início. No entanto, não houve ocupação permanente no local por lusodescendentes.
A colonização, de fato, ocorreria somente no século seguinte, quando Antônio Guedes de Brito, pecuarista e latifundiário brasileiro, recebeu sesmarias que compreendiam em várias regiões do oeste baiano em agosto de 1663. Esta região, compreendida por municípios como Bom Jesus da Lapa e que se tornou o segundo maior latifúndio do Brasil-colônia, ainda era ocupada por nativos. Guedes de Brito, conhecido pelo desbravamento, foi também reconhecido pela extinção de grande parte desta população utilizando armas. Os indígenas restantes foram escravizados.

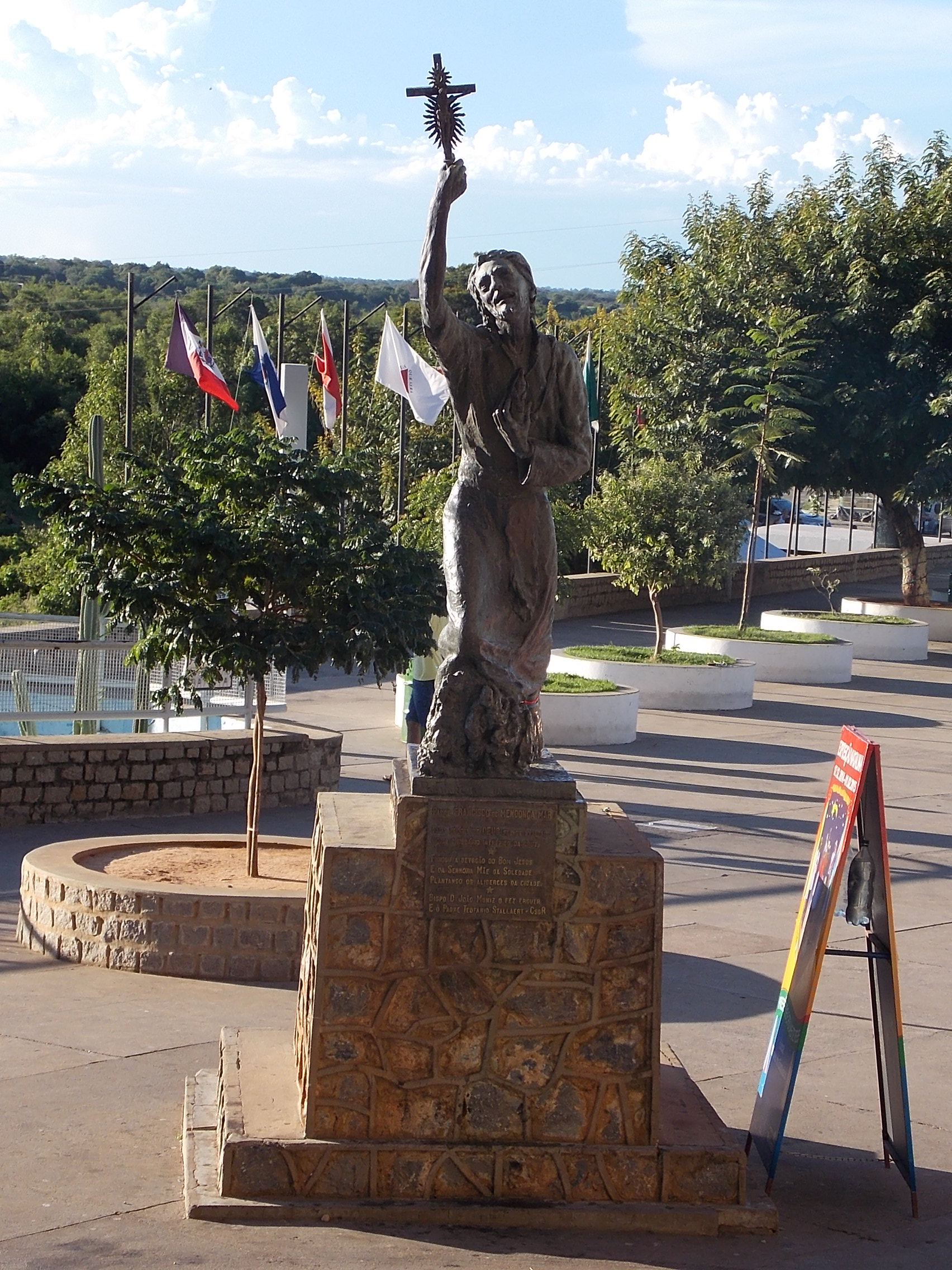
Estátua de Francisco de Mendonça Mar.

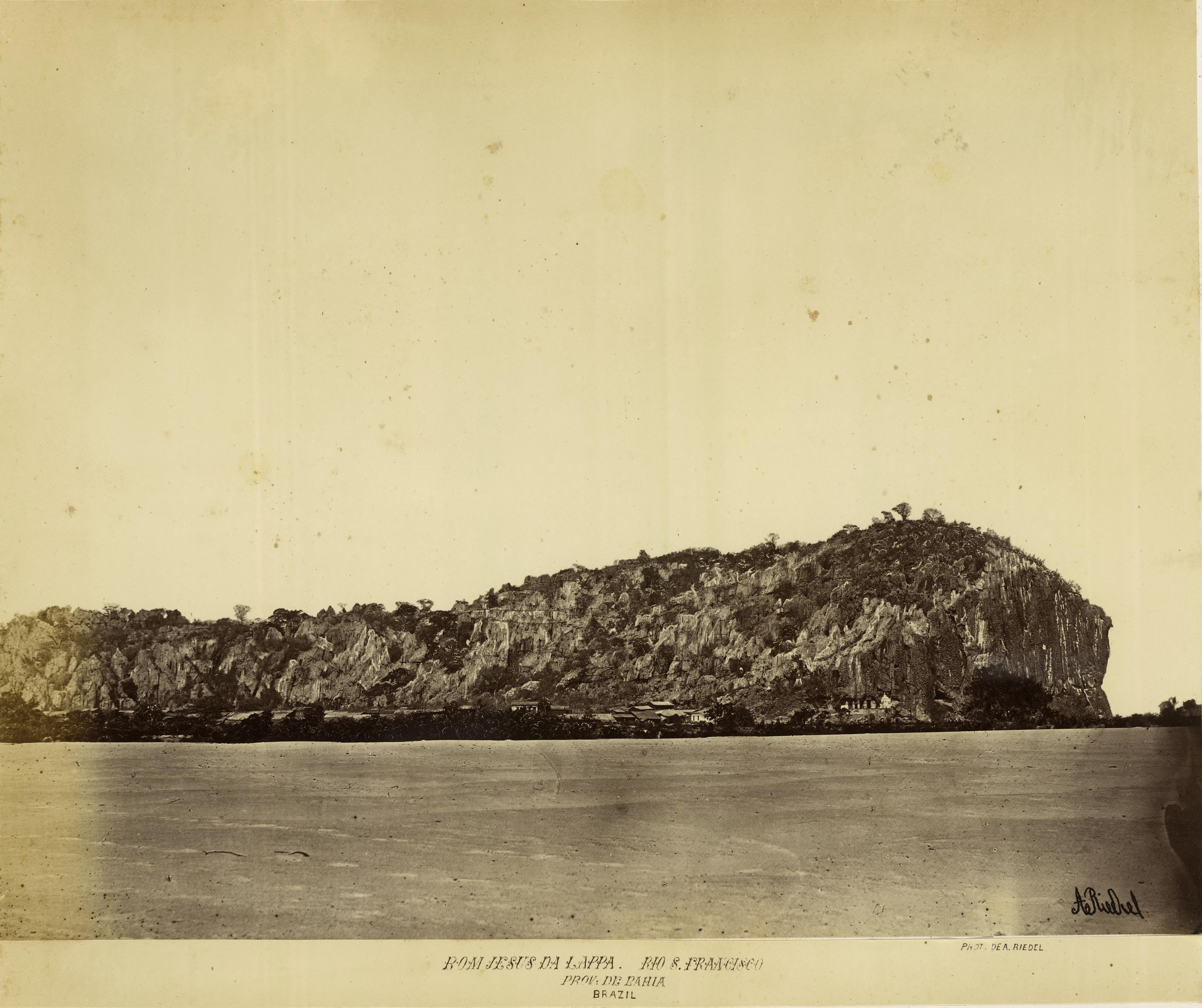
Fotografia do morro de Bom Jesus da Lapa, feita pelo fotógrafo Augusto Riedel, em meados de 1868.

Para efetivar sua posse, Brito criou uma bandeira com duzentos homens para fundar fazendas de gado. Muitas grandes propriedades foram criadas, incluindo a Fazenda Morro, também conhecida como Itibiraba, da qual o povoado de Bom Jesus se desenvolveu, mais tarde. Após sua morte, grande parte das posses foram distribuídas a herdeiros e outras regiões foram vendidas. Mas a fazenda Itibiraba permaneceu pelo poder dos Guedes de Brito.
Paralelamente ao processo de colonização, o português Francisco de Mendonça Mar chegou à Bom Jesus da Lapa. Peregrino para uns, andarilho para outros, descobriu um morro à margem direita do Rio São Francisco. Nas redondezas do lugar existiam apenas alguns currais de gado e empregados de Antônio Guedes. Distribuiu os seus bens, fez-se pobre, andou pelo sertão vestido de um grosso burel e carregando uma imagem do Bom Jesus, onde encontrou uma aldeia de índios tapuias. Francisco instalou-se numa gruta na parte interior do morro, onde foi encontrado por garimpeiros. O local virou santuário em 1691.
A cidade começou sua existência à sombra do Santuário do Bom Jesus. Mas, com o tempo, foram agregando-se devotos que resolveram fazer sua moradia perto do lugar, onde se achava a imagem do Bom Jesus. O monge construiu, junto ao santuário, um hospital e um asilo para os pobres e doentes, dos quais cuidava. Assim começou a crescer ao lado da lapa do Bom Jesus um povoado, assumindo o mesmo nome de Bom Jesus da Lapa.
Durante o século XVIII, a região de Bom Jesus da Lapa vivia um crescimento. Parte do território da vila Urubu, atual Paratinga, o então povoado era um dos arraiais mais importantes dali. Por meio do Rio São Francisco, viajantes estabeleciam contatos com outras localidades. Além de Urubu, comércios eram feitos com o arraial de Bom Jardim. Em 1734, a região foi mapeada por Joaquim Quaresma Delgado, um sertanista contratado por colonialistas para percorrer o sertão mineiro e baiano.
Por meio do santuário, também, várias cerimônias de casamento e batizados eram realizados. Vários relatos, entre os anos de 1717 a 1781, referiam-se ao morro de Bom Jesus da Lapa. Moradores de outras localidades, tais como Urubu e Bom Jardim, além de freguesias mais distantes, como São Caetano do Japoré, Santo Antônio da Manga e São Francisco da Barra do Rio Grande do Sul, optavam por realizar batizados no santuário que, por meio de ofertas dos fiéis, mantinham escravos. Em 1750, o arraial era formado por cinquenta casas de barro.
Até o século XIX, Bom Jesus da Lapa permaneceu como parte de Urubu, e sofreu com conflitos de banditismo. Até então juiz de paz respeitado pela região, Antônio José Guimarães tornou-se um cangaceiro por conflitos políticos. Um de seus interesses era ter o controle de Bom Jesus da Lapa e, para isso, formou jagunços e teve, em sua equipe, o padre Francisco Alves Pacheco. Por anos, invadiu localidades como Urubu, Carinhanha e Januária, até ser morto na Província de Goiás em 1854.
Em 1852, Bom Jesus da Lapa recebeu a visita de um grupo de geólogos austríacos, responsáveis por um relatório da região. Naquela época, o arraial de Bom Jesus contava com duzentos e cinquenta habitantes distribuídos em 128 casas. Em 1870, a população cresceu, e contava com 1 400 pessoas em 405 residências. Bom Jesus contava também, naquele ano, com uma delegacia.

### Da emancipação aos dias atuais
Graças às constantes peregrinações que se transformaram em grandes e permanentes romarias de fiéis ao Santuário do Senhor Bom Jesus, o povoado foi se desenvolvendo, transformando-se em vila em 18 de setembro de 1890, por meio de um decreto estadual feito por Virgílio Clímaco Damásio, o governador do estado da Bahia naquela época. No mesmo decreto, foi determinada a criação do distrito de Sítio do Mato e Lapa, além da separação de Urubu de Bom Jesus da Lapa. A instalação da nova vila se deu em 7 de janeiro de 1891.

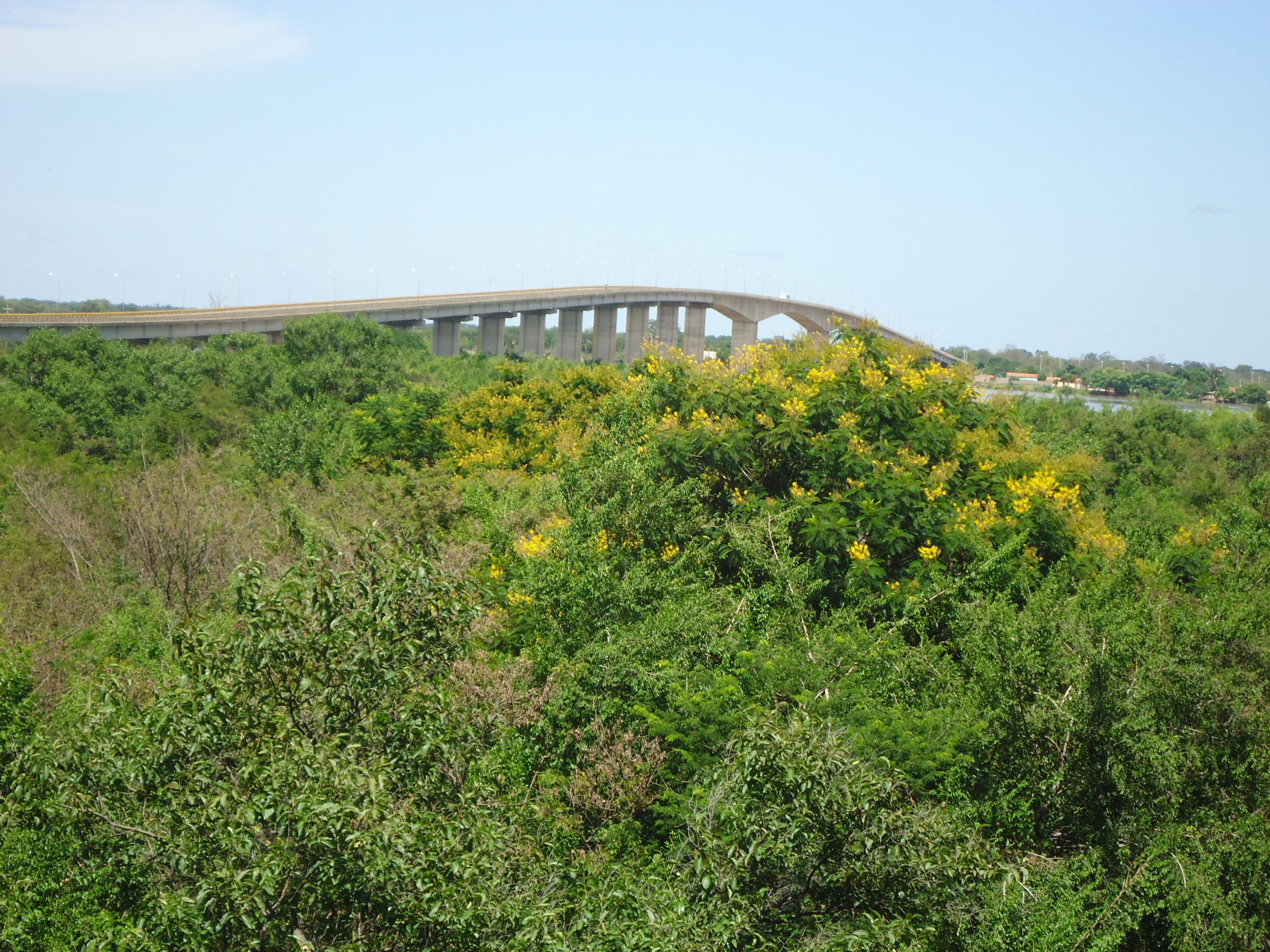
A Ponte Gercino Coelho, construída em 1990

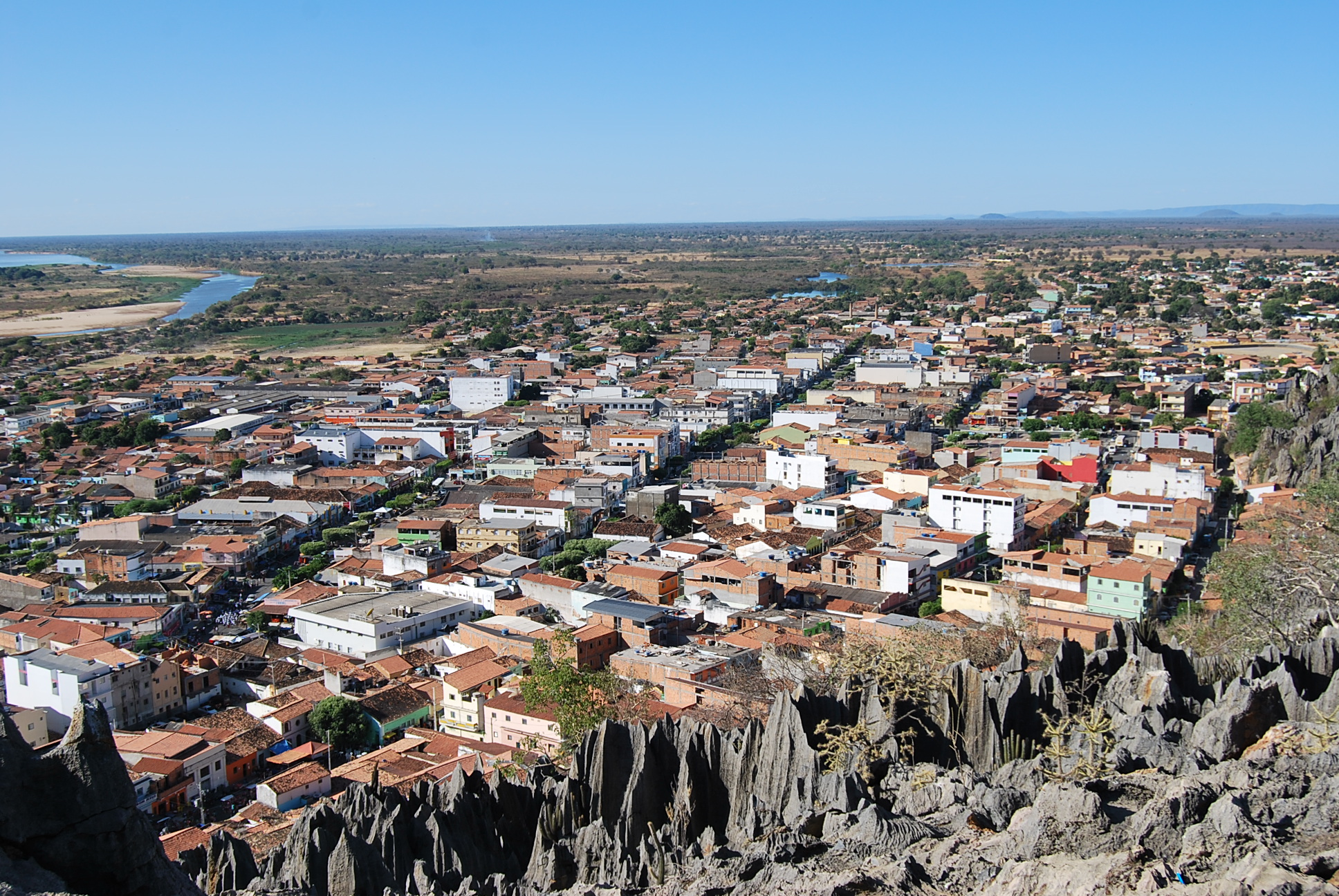
Vista aérea de Bom Jesus da Lapa, em 2010

Em 1923, o governador da Bahia em exercício, José Joaquim Seabra, determinou, pelo Decreto nº 1.682, de 31 de agosto, a elevação de Bom Jesus da Lapa à categoria de cidade. Em 1930, mais de 60 mil pessoas visitavam a cidade por ano. Em 1931, o nome da cidade foi mudado para Lapa e, dois anos depois, o distrito de Sítio do Mato é criado. Mas a mudança de nome não durou por muito tempo e, em 22 de junho de 1935, por meio do Decreto Estadual nº 9571, o nome da cidade volta a ser Bom Jesus da Lapa. Em 1953, foi criado o distrito de Gameleira da Lapa.
Embora a emancipação tenha ocorrido no final do século XIX, até a década de 1960 o município apresentou um crescimento populacional lento. Um dos motivos se deu por conta da pouca integração entre cidades do litoral, como a capital Salvador, com o oeste baiano. A partir desta época, a ocupação se fez mais efetiva em Bom Jesus da Lapa, além de outras cidades, como Santa Maria da Vitória e Barreiras.
É a partir da década de 1980 que Bom Jesus da Lapa passa a receber maior infraestrutura e a condição de transporte dos romeiros também melhora. Na época, o Governo Federal, juntamente com a Companhia de Desenvolvimento dos Vales do São Francisco e do Parnaíba (CODEVASF), implanta o Projeto Formoso, com o qual pretendia-se aumentar a produção de agricultura.
Em 1990, a Ponte Gercino Coelho é criada. A nova construção favoreceu a ligação do município com a cidade de Brasília e o estado de Goiás, por meio da BR-242. A ponte faz intersecção entre as rodovias federais BR-349 e BR-430. No mesmo contexto surge a BA-160, que liga Lapa à Paratinga.
Em 1991, o santuário completou 300 anos de fundação e, a partir desta data, o fluxo turístico de Bom Jesus da Lapa aumentou. A rede hoteleira do município aumentou, enquanto, a partir de 2007, as cerimônias religiosas passaram a ser transmitidas por emissoras de televisão. A agricultura irrigada, por meio do Projeto Formoso, fez o município se tornar um dos principais produtores de frutos do país, como a banana. A mancha urbana da cidade cresceu em relação à população que vivia na zona rural, enquanto o mercado imobiliário sofreu um crescimento de 500%. Em contrapartida, o crescimento urbano desordenado gerou um aumento da pobreza.

## Geografia

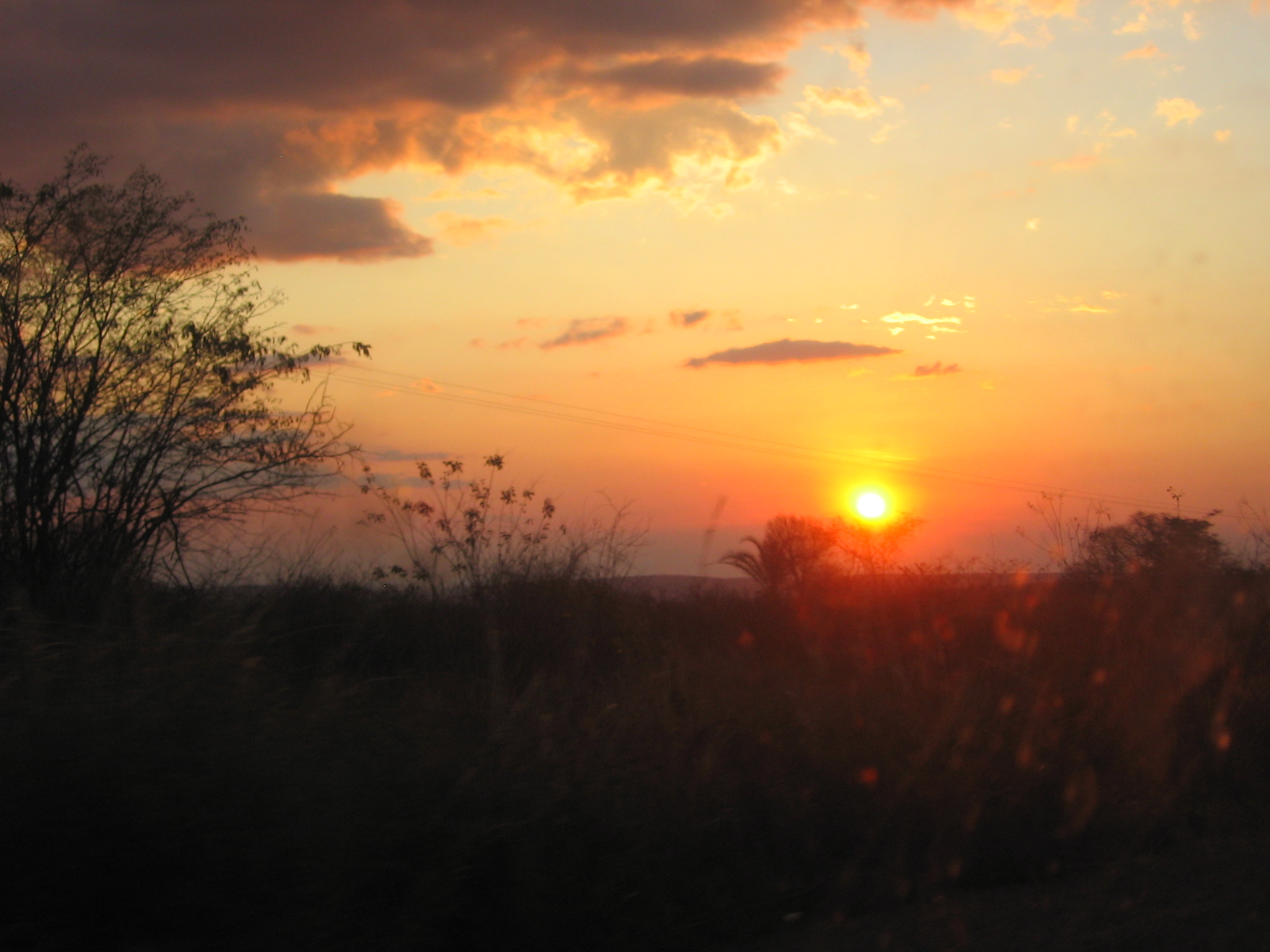
Por do sol em Bom Jesus da Lapa, 2007

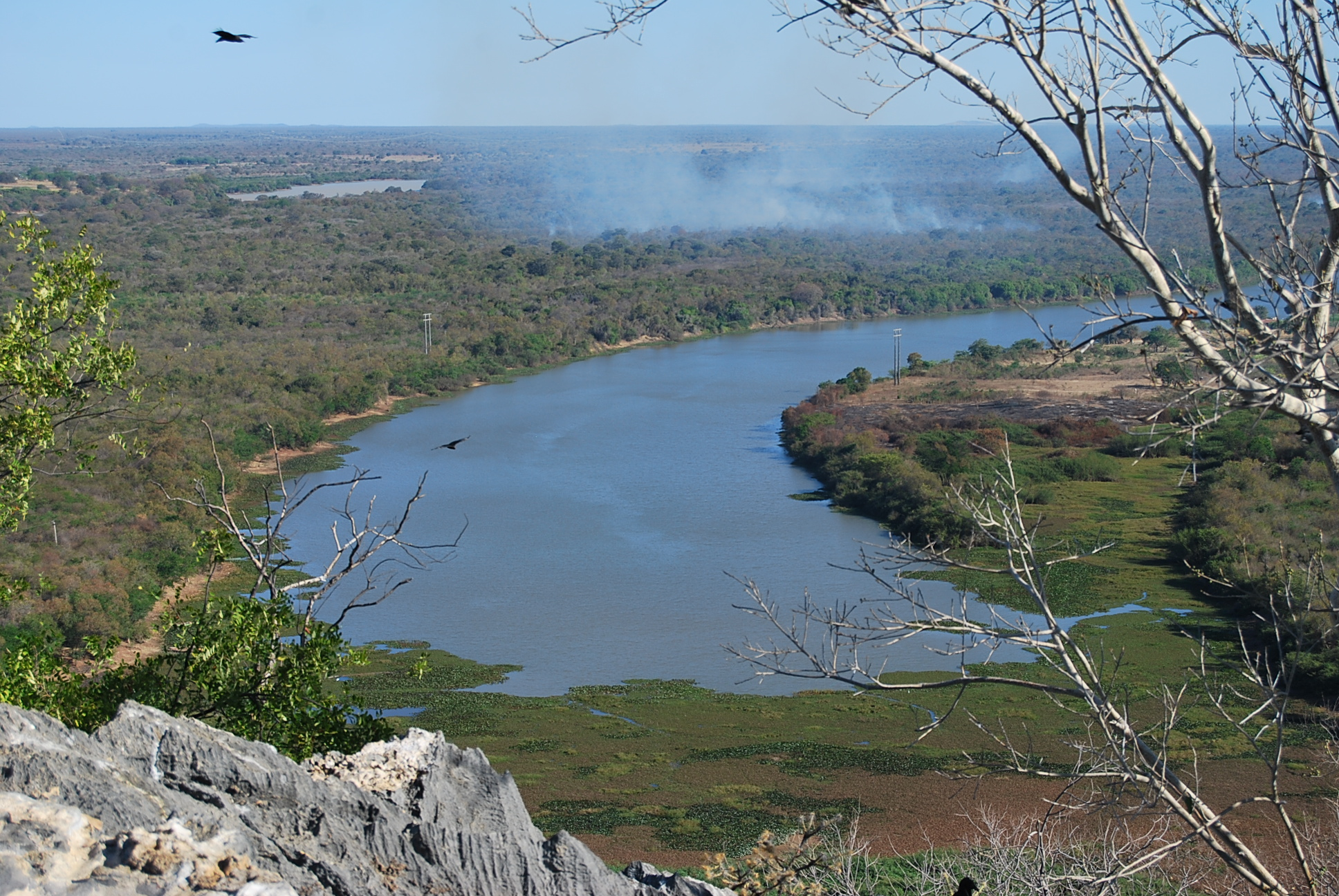
Rio São Francisco durante período de seca em Bom Jesus da Lapa, 2010

O município de Bom Jesus da Lapa está distante 796 km de Salvador, capital estadual, e 672 km de Brasília, capital federal. Ocupa uma área territorial de 4 115,510 km², e se limita com os municípios de Paratinga a norte, Riacho de Santana e Malhada a sul, Macaúbas a leste e Serra do Ramalho e Sítio do Mato a oeste. De acordo com a divisão regional vigente desde 2017, instituída pelo IBGE, o município pertence às Regiões Geográficas Intermediária de Guanambi e Imediata de Bom Jesus da Lapa. Até então, com a vigência das divisões em microrregiões e mesorregiões, fazia parte da microrregião de Bom Jesus da Lapa, que por sua vez estava incluída na mesorregião do Vale São-Franciscano da Bahia.
O relevo do município, com altitude máxima de quatrocentos e oitenta e três metros, é constituído por Pediplano Sertanejo, característico da região de semi-árido baiano e de Depressão Sertaneja-São Francisco. Geomorfologicamente, predominam formas de depósitos aluvionares, coluvionares e depósitos fluviais.
À margem direita do São Francisco, localiza-se o morro da Lapa, formado por um bloco de granito e calcário com quinze grutas em seu interior e fendas estreitas. O território do município é quase todo plano, surgindo, de vez em quando, no meio das planícies ou tabuleiros alguns montes, de feições típicas. O Rio São Francisco é o principal curso de água de Bom Jesus da Lapa, cujo território, em 70 km é percorrido pelo rio. Além do São Francisco, o Rio Corrente, o Rio das Rãs e o Santana perpassam a região e são afluentes diretos. Os riachos da Pedra Branca, e da Santa Rita são outros cursos d'água que banham a Lapa, além de várias lagoas, das quais destacam-se Piranhas, Lapa, Campos, Batalha, Moita e a Itaberaba. O município também conta com quatro ilhas: Ilha do Medo, Ilha da Cana Brava, Ilha do Fogo e a Ilha da Mariquinha no rio São Francisco, de jurisdição municipal.
O abastecimento de água é feito pelo Serviço Autônomo de Água e Esgoto de Bom Jesus da Lapa (SAAE), da prefeitura da cidade. Além disso, o município abriga uma unidade da Capitania Fluvial do São Francisco, administrado pela Agência Fluvial de Bom Jesus da Lapa e que abrange várias cidades baianas. Bom Jesus da Lapa faz parte do polígono das secas desde a criação do decreto-lei que delimitou a região em 1936, ao passo que o desmatamento do bioma na região, entre 2009 e 2010, atingiu a taxa de 0,05% do território que compreende o município. Temporadas de estiagem são comuns na região. No entanto, nos últimos anos, a cidade tem sofrido com a seca cada vez mais frequente. Em 2014, o município declarou situação de emergência. No ano seguinte, Bom Jesus da Lapa enfrentou sua pior seca em cem anos.

### Clima
| Maiores acumulados de precipitação em 24 horas registrados em Bom Jesus da Lapa por meses (INMET) | Maiores acumulados de precipitação em 24 horas registrados em Bom Jesus da Lapa por meses (INMET) | Maiores acumulados de precipitação em 24 horas registrados em Bom Jesus da Lapa por meses (INMET) | Maiores acumulados de precipitação em 24 horas registrados em Bom Jesus da Lapa por meses (INMET) | Maiores acumulados de precipitação em 24 horas registrados em Bom Jesus da Lapa por meses (INMET) | Maiores acumulados de precipitação em 24 horas registrados em Bom Jesus da Lapa por meses (INMET) |
| Mês                                                                                               | Acumulado                                                                                         | Data                                                                                              | Mês                                                                                               | Acumulado                                                                                         | Data                                                                                              |
| ------------------------------------------------------------------------------------------------- | ------------------------------------------------------------------------------------------------- | ------------------------------------------------------------------------------------------------- | ------------------------------------------------------------------------------------------------- | ------------------------------------------------------------------------------------------------- | ------------------------------------------------------------------------------------------------- |
| Janeiro                                                                                           | 101,4 mm                                                                                          | 18/01/2004                                                                                        | Julho                                                                                             | 7,7 mm                                                                                            | 29/07/1983                                                                                        |
| Fevereiro                                                                                         | 102,7 mm                                                                                          | 02/02/1979                                                                                        | Agosto                                                                                            | 18 mm                                                                                             | 25/08/1986                                                                                        |
| Março                                                                                             | 97,6 mm                                                                                           | 08/03/1989                                                                                        | Setembro                                                                                          | 90,8 mm                                                                                           | 25/09/2002                                                                                        |
| Abril                                                                                             | 88,7 mm                                                                                           | 15/04/2020                                                                                        | Outubro                                                                                           | 92,7 mm                                                                                           | 31/10/1981                                                                                        |
| Maio                                                                                              | 61,2 mm                                                                                           | 17/05/2020                                                                                        | Novembro                                                                                          | 98 mm                                                                                             | 17/11/2014                                                                                        |
| Junho                                                                                             | 12,6 mm                                                                                           | 26/06/1994                                                                                        | Dezembro                                                                                          | 180,6 mm                                                                                          | 15/12/2000                                                                                        |
| Período: 10/09/1969-presente                                                                      |                                                                                                   |                                                                                                   |                                                                                                   |                                                                                                   |                                                                                                   |

O clima lapense é caracterizado, segundo o IBGE, como subúmido seco semiárido (tipo BSh segundo Köppen), com temperatura média compensada anual de 25 °C e pluviosidade média de 800 mm/ano, concentrados entre os meses de novembro e março, sendo dezembro o mês de maior precipitação. Julho é o mês mais seco, com precipitação nula, e ao mesmo tempo o mais ameno, com mínimas caindo para 17 °C ou até menos. O mês mais quente é outubro, com máximas chegando aos 35 °C. Outono e primavera são estações de transição. Nos meses de inverno, época mais seca do ano, a umidade relativa do ar cai para níveis críticos, podendo ficar em nível de alerta, abaixo dos 20%.
Segundo dados do Instituto Nacional de Meteorologia (INMET), referentes ao período de 1969 e 1970 e a partir de 1973, a menor temperatura registrada em Bom Jesus da Lapa foi de 8,9 °C em 21 de junho de 1978 e a maior atingiu 41,7 °C em 22 de outubro de 2015. O maior acumulado de precipitação em 24 horas foi de 180,6 mm em 15 de dezembro de 2000. Outros grandes acumulados iguais ou superiores a 100 mm foram: 137 mm em 3 de dezembro de 2011, 102,7 mm em 2 de fevereiro de 1979, 101,4 mm em 18 de janeiro de 2004 e 100,8 mm em 4 de dezembro de 1988. O índice mais baixo de umidade relativa do ar ocorreu nas tardes dos dias 7 de outubro de 1969, 15 de setembro de 1973 e 23 de julho de 1980, de apenas 11%.
| Dados climatológicos para Bom Jesus da Lapa | Dados climatológicos para Bom Jesus da Lapa | Dados climatológicos para Bom Jesus da Lapa | Dados climatológicos para Bom Jesus da Lapa | Dados climatológicos para Bom Jesus da Lapa | Dados climatológicos para Bom Jesus da Lapa | Dados climatológicos para Bom Jesus da Lapa | Dados climatológicos para Bom Jesus da Lapa | Dados climatológicos para Bom Jesus da Lapa | Dados climatológicos para Bom Jesus da Lapa | Dados climatológicos para Bom Jesus da Lapa | Dados climatológicos para Bom Jesus da Lapa | Dados climatológicos para Bom Jesus da Lapa | Dados climatológicos para Bom Jesus da Lapa |
| Mês | Jan                                         | Fev                                         | Mar                                         | Abr                                         | Mai                                         | Jun                                         | Jul                                         | Ago                                         | Set                                         | Out                                         | Nov                                         | Dez                                         | Ano                                         |
| --- | ------------------------------------------- | ------------------------------------------- | ------------------------------------------- | ------------------------------------------- | ------------------------------------------- | ------------------------------------------- | ------------------------------------------- | ------------------------------------------- | ------------------------------------------- | ------------------------------------------- | ------------------------------------------- | ------------------------------------------- | ------------------------------------------- |
| Temperatura máxima recorde (°C) | 39,5                                        | 39,7                                        | 39,1                                        | 38,6                                        | 37,6                                        | 37,9                                        | 36,9                                        | 39,1                                        | 40,5                                        | 41,6                                        | 40,9                                        | 39,9                                        | 41,6                                        |
| Temperatura máxima média (°C) | 32,6                                        | 32,9                                        | 32,8                                        | 32,7                                        | 32,5                                        | 31,9                                        | 31,8                                        | 33,1                                        | 35,2                                        | 35,8                                        | 33,2                                        | 32,5                                        | 33,1                                        |
| Temperatura média compensada (°C) | 26,6                                        | 26,7                                        | 26,6                                        | 26,4                                        | 25,7                                        | 24,7                                        | 24,4                                        | 25,7                                        | 27,7                                        | 28,7                                        | 27,1                                        | 26,6                                        | 26,4                                        |
| Temperatura mínima média (°C) | 21,6                                        | 21,6                                        | 21,7                                        | 21,2                                        | 19,9                                        | 18,3                                        | 17,5                                        | 18,4                                        | 20,5                                        | 22,3                                        | 22,1                                        | 21,7                                        | 20,6                                        |
| Temperatura mínima recorde (°C) | 10,8                                        | 15,8                                        | 15,8                                        | 14,7                                        | 13,2                                        | 8,9                                         | 10,3                                        | 10,1                                        | 11,1                                        | 11,8                                        | 13                                          | 12,4                                        | 8,9                                         |
| Precipitação (mm) | 117,9                                       | 96,1                                        | 111                                         | 53,8                                        | 11,6                                        | 2,4                                         | 0,4                                         | 0,9                                         | 11                                          | 47,7                                        | 134,9                                       | 168,1                                       | 755,8                                       |
| Dias com precipitação (≥ 1 mm) | 9                                           | 8                                           | 8                                           | 4                                           | 1                                           | 1                                           | 0                                           | 0                                           | 1                                           | 4                                           | 10                                          | 10                                          | 56                                          |
| Umidade relativa compensada (%) | 69                                          | 69,8                                        | 71                                          | 67,1                                        | 59,8                                        | 54,9                                        | 51                                          | 46,3                                        | 44                                          | 48,3                                        | 64,4                                        | 68,2                                        | 59,5                                        |
| Insolação (h) | 244,3                                       | 220,6                                       | 231,3                                       | 253,3                                       | 262,5                                       | 265,1                                       | 286,6                                       | 297,2                                       | 280,1                                       | 252,3                                       | 203,5                                       | 222,3                                       | 3 019,1                                     |
| Fonte: Instituto Nacional de Meteorologia (INMET) (normal climatológica de 1991-2020; recordes de temperatura: 10/09/1969 a 31/12/1970 e 01/01/1973-presente) |                                             |                                             |                                             |                                             |                                             |                                             |                                             |                                             |                                             |                                             |                                             |                                             |                                             |

## Demografia
A população de Bom Jesus da Lapa no censo demográfico de 2010 era de 63 508 habitantes, sendo o trigésimo município mais populoso da Bahia, apresentando uma densidade populacional de 15,11 hab./km².  Desse total, 10 905 habitantes viviam na zona urbana (37%) e 18 599 na zona rural (63%). Ao mesmo tempo, 31 616 eram do sexo masculino (49,78%) e 31 804 do sexo feminino (50,07%), tendo uma razão de sexo de 99,6. Quanto à faixa etária, 18 544 habitantes tinham menos de 15 anos (29,1%), 39 303 entre 15 e 59 anos (61,8%) e 5 633 possuíam 65 anos ou mais (8,86%).
O Índice de Desenvolvimento Humano (IDH-M) do município é considerado médio, de acordo com dados do Programa das Nações Unidas para o Desenvolvimento. Segundo dados do relatório de 2010, divulgado em 2013, seu valor era de 0,633, sendo o sexagésimo primeiro da Bahia (PNUD) e o 3 433 º do Brasil. Considerando-se apenas o índice de longevidade, seu valor é de 0,775, o valor do índice de renda é de 0,615 e o de educação é de 0,533. No período de 2000 a 2010, o índice de Gini reduziu de 0,63 para 0,60 e a proporção de pessoas com renda domiciliar per capita de até R$ 140 passou de 56,28% para 35,74%. Em 2010, 46,6% da população vivia acima da linha de pobreza, 35,74% entre as linhas de indigência e de pobreza e 17,60% abaixo da linha de indigência. Em 2010, 62,4% da população era economicamente ativa e ocupada.

### Etnias e migração
Segundo o Censo de 2010, a população era formada por 32 894 pardos (56,93%), 12 978 brancos (22,46%), 10 821 pretos (18,73%),  876 amarelos (1,52%) e 213 indígenas (0,37%). Levando-se em conta a nacionalidade da população residente durante o censo realizado em 2010, maioria dos habitantes eram brasileiros natos, exceto por 27 estrangeiros. Em relação à região de nascimento, 60 647 eram nascidos na Região Nordeste (95,49%), 1 524 no Sudeste (2,395%), 528 no Centro-Oeste (0,83%), 17 no Norte (0,02%) e 246 no Sul (0,38%), além de 90 sem especificação (0,14%). 59 286 habitantes eram naturais da Bahia (93,39%). Entre os naturais de outras unidades da federação, havia 1 192 paulistas (1,88%), 693 pernambucanos (1,09%), 653 mineiros (1,03%), 322 brasilienses (0,51%), 154 alagoanos (0,24%), 152 sergipanos (0,24%), 147 paranaenses (0,23%), 141 goianos (0,22%), 124 paraibanos (0,19%), 115 cearenses (0,18%), 75 gaúchos (0,12%), 60 fluminenses (0,09%), 54 potiguares (0,09%), 49 piauienses (0,03%), 45 mato-grossenses (0,07%), 24 catarinenses (0,04%), 21 maranhenses (0,03%), 19 sul-mato-grossenses (0,03%), 19 Espírito Santo (0,03%), nove tocantinenses (0,07%) e oito paraenses (0,01%). Para 2019, a estimativa populacional era de 69 148 habitantes.
Bom Jesus da Lapa foi formada predominantemente, no século XVII, por portugueses, africanos e indígenas. Grande parte dos nativos, originais do oeste baiano, foram mortos, mas a parcela restante foi escravizada juntamente com descendentes de africanos. Outros indivíduos que fugiam do processo de escravidão constituíram quilombos. Bom Jesus da Lapa conta com várias comunidades quilombolas. Durante a década de 1970, entidades e pessoas físicas passaram a lutar pelo reconhecimento de locais específicos. Um conflito que envolveu a comunidade Rio das Rãs, em 1977, noticiada pela imprensa brasileira, foi um dos primeiros registros do gênero. Na ocasião, o Sindicato dos Trabalhadores Rurais de Bom Jesus da Lapa denunciaram o fazendeiro Carlos Teixeira que, segundo eles, agia com violência contra posseiros. A situação se arrastou com um longo processo judicial que teve fim em 2000. Naquele ano, o território foi reconhecido pela Fundação Cultural Palmares em favor dos membros da comunidade.
Em 1996, foi fundada a Coordenação Nacional de Articulação das Comunidades Negras Rurais Quilombolas (CONAQ), cuja sede foi Bom Jesus da Lapa. Em 2015, a cidade contava com várias comunidades. Dentre elas, Rio das Rãs, Piranhas, Fazenda Batalha Alagoinhas, Bandeira, Barreira, Batalhinha, Bebedouro, Campo Grande I e II, Capão da Areia, Cariacá/Aracá, Fazenda Batalha, Fazenda Jatobá, Fazenda Volta, Fortaleza, Juá, Lagoa do Peixe, Macaco, Nova Batalhinha, Nova Volta, Patos, Pedras, Peixes, Santa Rita, Mumbuca e Samambaia.

### Religião

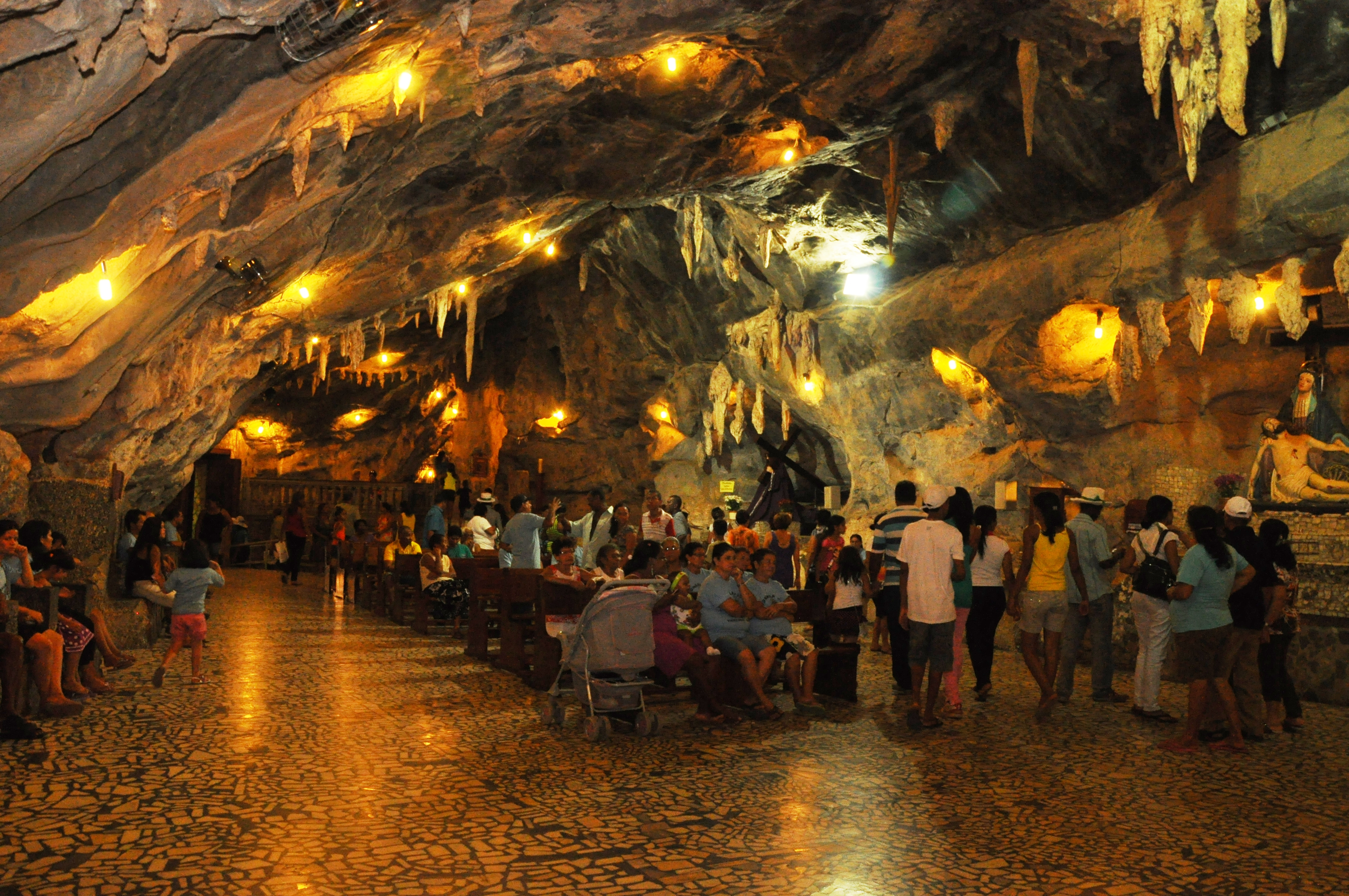
Fiéis no interior de uma das grutas em Bom Jesus da Lapa, em 2011

Conforme divisão oficial da Igreja Católica, Bom Jesus da Lapa está inserida na Diocese de Bom Jesus da Lapa. O Santuário do Bom Jesus da Lapa, cujo padroeiro é Senhor Bom Jesus, foi criada ainda no século XVII e em 1991 completou trezentos anos de existência. No censo de 2010 o catolicismo romano era a religião da maioria da população, com 49 812 adeptos, ou 78,47% dos habitantes.
Bom Jesus da Lapa também possui alguns credos protestantes ou reformados. Em 2010, 10 266 habitantes se declararam evangélicos (16,17%), sendo que 5,903 pertenciam às evangélicas de origem pentecostal (9,30%), 2 876 às evangélicas de missão (4,73%) e 1 486 a igrejas evangélicas não determinadas (2,34%). Das igrejas evangélicas pentecostais, 2 121 pertenciam à Assembleia de Deus (3,34%), 640 à Congregação Cristã do Brasil (1,01%), 501 à Igreja Universal do Reino de Deus (0,79%), 186 à Igreja do Evangelho Quadrangular (0,29%), 194 à Igreja Deus é Amor (0,31%). Em relação às evangélicas de missão, 2 399 eram batistas (3,78%), 119 presbiterianos (0,19%) e 317 adventistas (0,50%).
Além do catolicismo romano e do protestantismo, também existiam 201 espíritas (0,32%), e 510 testemunhas de Jeová (0,80%). Outros 2 221 não tinham religião (3,50%).

## Política
O poder executivo do município de Bom Jesus da Lapa é representado pelo prefeito, auxiliado pelo seu gabinete de secretários, em conformidade ao modelo proposto pela Constituição Federal. Ele é eleito pelo voto direto para um mandato de quatro anos, podendo ser reeleito para um segundo mandato consecutivo. O atual chefe do executivo municipal é Eures Ribeiro Pereira (PSD), eleito nas eleições municipais de 2016 com 78,00% dos votos válidos, tendo como vice-prefeito Carlos Costa (PP).
O poder legislativo é constituído pela câmara municipal, formada por quinze vereadores eleitos para mandatos de quatro anos. Na atual legislatura, iniciada em 2013, é composta por duas cadeiras do Partido do Movimento Democrático Brasileiro (PMDB), uma do Partido dos Trabalhadores (PT), duas do Partido Verde (PV), duas do Partido Progressista (PP), duas do Partido Republicano Brasileiro (PRB), um do Democratas (DEM), um do Partido Comunista do Brasil (PC do B), um do Partido Humanista da Solidariedade (PHS), um do Partido da República (PR) e um do Partido Trabalhista Nacional (PTN). Cabe à casa elaborar e votar leis fundamentais à administração e ao executivo, especialmente o orçamento municipal (conhecido como Lei de Diretrizes Orçamentárias).
Bom Jesus da Lapa se rege pela sua lei orgânica, promulgada em 5 de abril de 1990, e abriga uma comarca do poder judiciário estadual. De acordo com o Tribunal Superior Eleitoral, Bom Jesus da Lapa possuía, em julho de 2016, 45 763 eleitores, o que representa 0,433% do eleitorado da Bahia.

## Subdivisões
Bom Jesus da Lapa era parte do território de Paratinga. Quando emancipado, em 1890, o município era composto apenas pelo distrito-sede. O segundo distrito de Bom Jesus da Lapa surgiu em 1933, de nome Sítio do Mato. O terceiro distrito da cidade, Gameleira da Lapa, surgiu em 1955. Esta divisão permaneceu até em 1989, quando os distritos foram desmembrados para criar a cidade de Sítio do Mato, restando então apenas a sede municipal. Em 2003, Bom Jesus da Lapa ganhou mais um distrito, com a fundação de Favelândia. A divisão do IBGE de 2010 também leva em consideração o distrito de Formoso, onde está situado o Projeto Formoso.
Em 2015, Bom Jesus da Lapa era formada por trinta bairros, os quais eram: Centro, Amaralina, Barrinha, Beira Rio, Cavalhadas, João Paulo II, Jurema, Guarani, Lagoa Grande, Loteamento Mirante da Lapa, Loteamento Nova Lapa, Loteamento São Conrado, Magalhães Neto, Maravilhas I e II, Maribondo, Nova Brasília, Nova Jerusalém (Campinhos), Parque Verde, Residenciais Primaveras I e II, Residencial B. J. da Lapa, Salinas, São Gotardo, São João, São Miguel, Senhora da Soledade, Shangri-lá, Vila Nova e Residencial Vale Verde.

## Economia

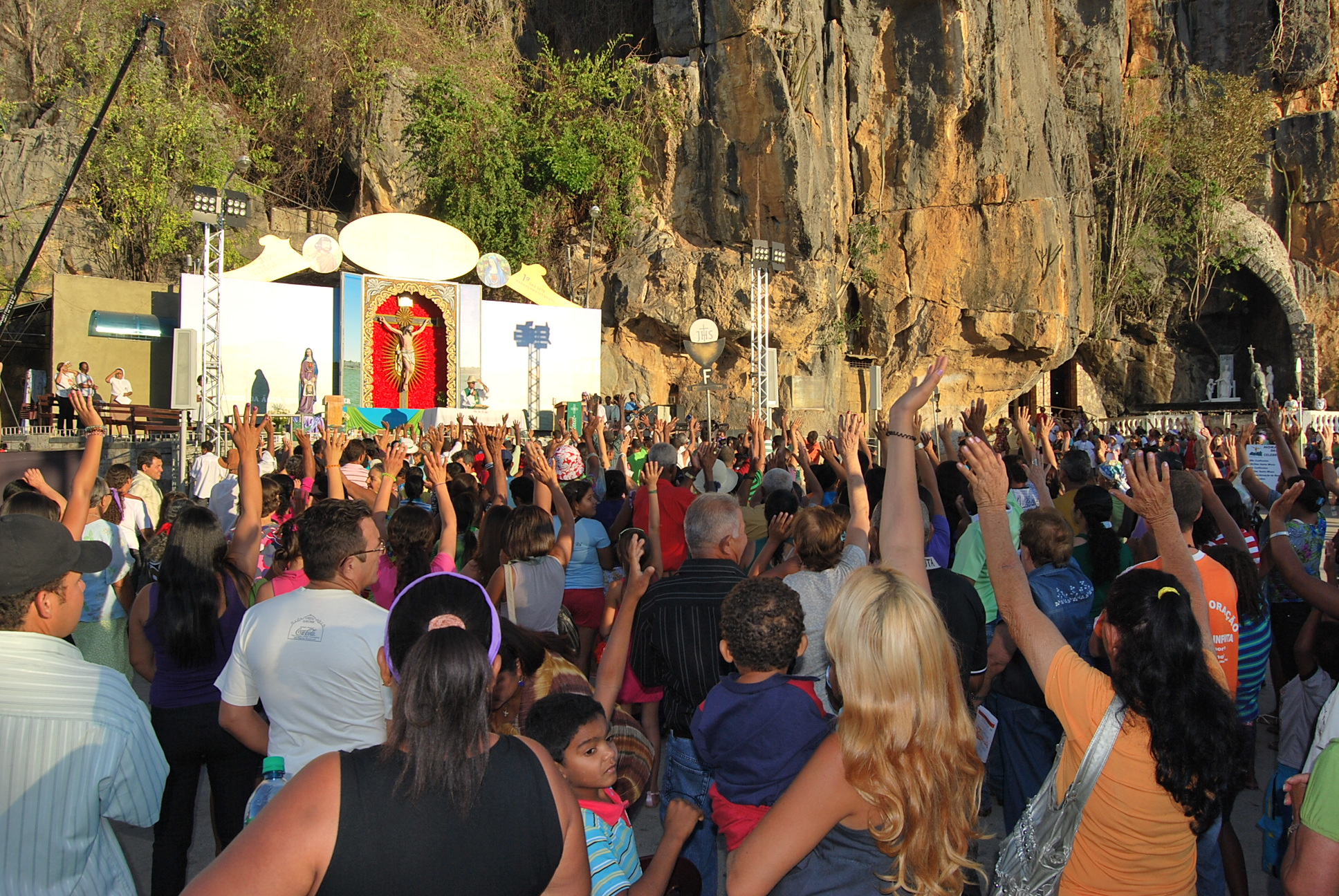
Fiéis no Santuário do Bom Jesus da Lapa, em 2010

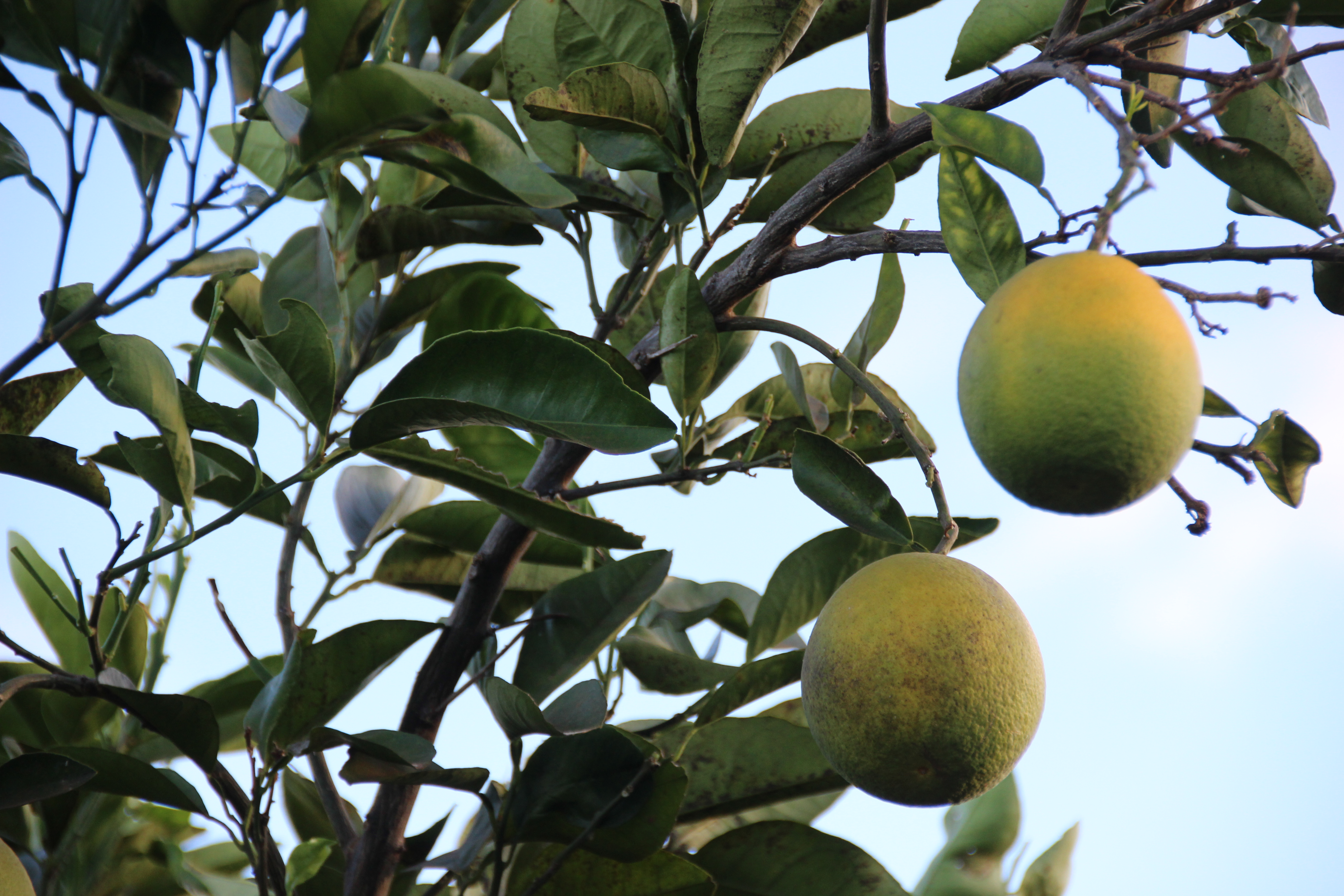
Bom Jesus da Lapa é uma das maiores produtoras de frutas no Brasil

Como uma cidade que teve sua história diretamente relacionada ao catolicismo, uma das principais fontes de renda do município é o turismo religioso. Estima-se que, a cada ano, Bom Jesus da Lapa receba dois milhões de pessoas, cujo interesse principal é de participar da romaria e visitar o Santuário do Bom Jesus da Lapa.
O município também se destaca na agricultura irrigada. O Projeto Formoso, que é de grande importância para a agricultura e umas da principais fontes de emprego e renda para as cidades de Bom Jesus da Lapa, Serra do Ramalho e Sítio do Mato, é um perímetro com infraestrutura direcionada para a agricultura irrigada formado por dois setores, Formoso A e Formoso H, constando de duas estações de bombeamento principal, 29 estações de bombeamento secundárias, 82,72 km de canais de concreto a céu aberto, 288,82 quilômetros de estradas e 119,89 quilômetros de drenos. São cerca de 1 165 lotes irrigados em uma área de 12 mil hectares.
Em 2013, o Produto Interno Bruto do município de Bom Jesus da Lapa era de R$ 543 183 mil reais, dos quais R$ 250 028 mil do setor terciário; R$ 159 308 mil da administração, saúde e educação e seguridade social; R$ 41 439 mil de impostos sobre produtos líquidos de subsídios a preços correntes; R$ 21 536 mil da indústria e R$ 70 873 mil do setor primário. O PIB per capita era de R$ 7 955,00.
Segundo o IBGE, em 2013 o município possuía um rebanho de 28 365 galináceos (frangos, galinhas, galos e pintinhos), 61 174 bovinos, 1 095 ovinos, 7 675 caprinos, 70 457 suínos e 2 150 equinos. Na lavoura temporária de 2014 foram produzidos cana-de-açúcar (10 500 t), mandioca (28 600 t), milho (8 700 t), feijão (4 056 t), sorgo (1 200) e mamona (5 t), e na lavoura permanente coco-da-baía (2 560 mil frutos), banana (130 267 t), mamão (7 992 t), manga (3 900 t, maracujá (990 t), goiaba (300 t), tangerina (130) e cacau (14 t). Ainda no mesmo ano o município também produziu 7 006 mil de leite de litros de 12 400 vacas ordenhadas; noventa e dois mil dúzias de ovos de galinha e 3 475 quilos de mel de abelha.
Em 2010, considerando-se a população municipal com idade igual ou superior a dezoito anos, 62,4% eram economicamente ativas ocupadas, 26,8% inativas e 10,8% ativas desocupadas. Ainda no mesmo ano, levando-se em conta a população ativa ocupada na mesma faixa etária, 38,77% trabalhavam no setor de serviços, 18,36% no comércio, 28,47% na agropecuária, 6,22% na construção civil, 3,33% em indústrias de transformação e 1,05% na utilidade pública. Conforme a Estatística do Cadastral de Empresas de 2014, Bom Jesus da Lapa possuía, no ano de 2014, 1 545 unidades locais, 1 504 delas atuantes. Salários juntamente com outras remunerações somavam 124 021 mil reais e o salário médio mensal de todo o município era de 1,9 salários mínimos.

## Infraestrutura

### Saúde

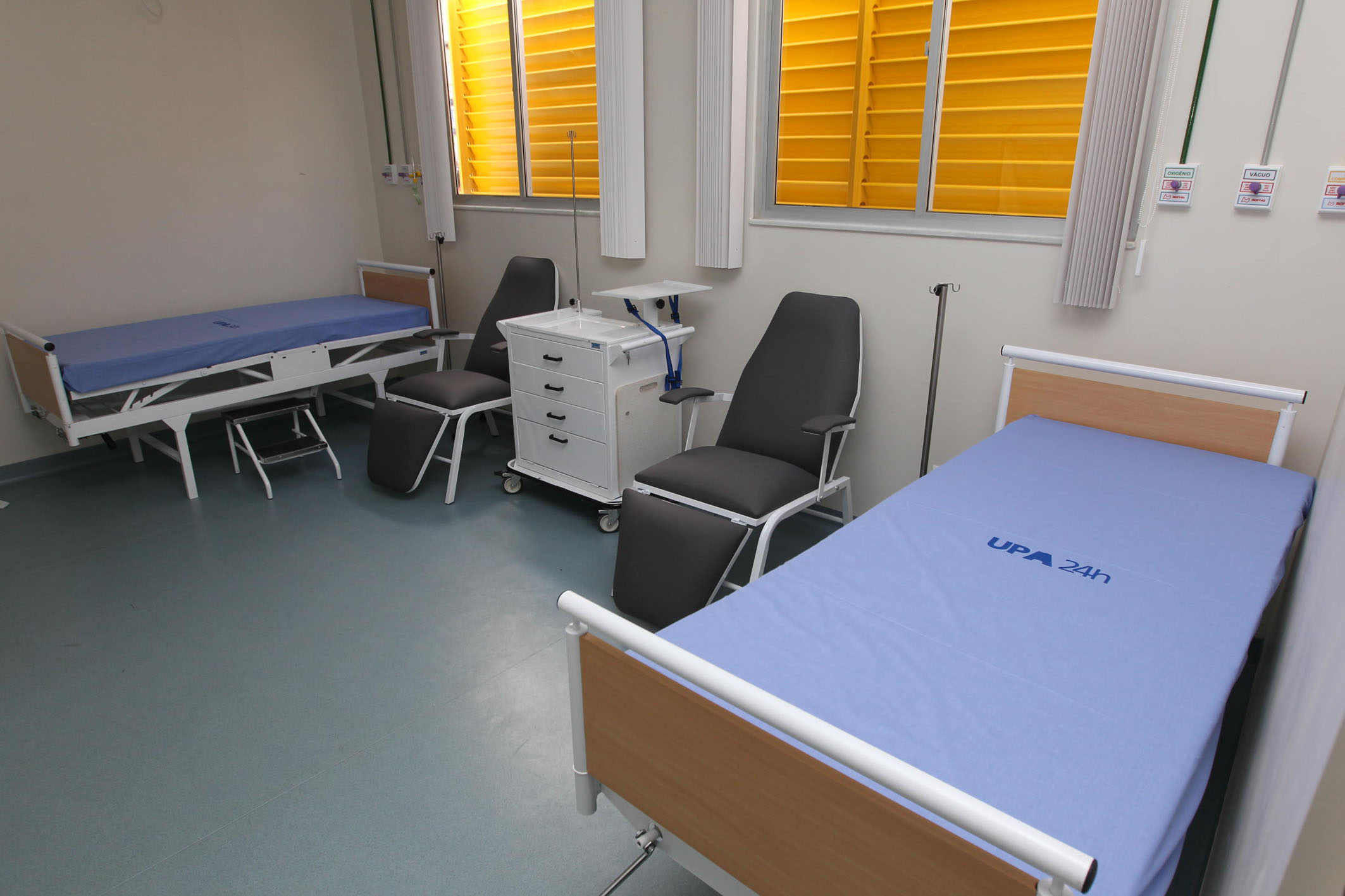
Unidade de Pronto Atendimento (UPA) em Bom Jesus da Lapa

A rede de saúde de Bom Jesus da Lapa possuía, em 2009, 38 estabelecimentos, sendo que 38 pertenciam ao Sistema Único de Saúde (SUS), com um total de 83 leitos para internação (64 públicos e 19 privados). Em abril de 2010, a rede profissional de saúde do município era constituída por 79 médicos, 37 auxiliares de enfermagem, 51 técnicos de enfermagem, 32 enfermeiros, 10 farmacêuticos, 30 cirurgiões-dentistas, sete fisioterapeutas, um assistente social, três nutricionistas, dois psicólogos e um fonoaudiólogo, totalizando 86 profissionais.
No mesmo ano, a expectativa de vida ao nascer era de 71,51 anos, a taxa de mortalidade infantil de 23,0 por mil nascimentos e a taxa de fecundidade de 2,4 filhos por mulher. Segundo dados do Ministério da Saúde, 78 casos de AIDS foram registrados em Bom Jesus da Lapa entre 1990 e 2013 e, de 2001 a 2011, foram notificados 1 582 casos de dengue, um caso de malária e 252 de leishmaniose. Em 2014, 95,3% das crianças menores de um ano de idade estavam com a carteira de vacinação em dia e, dentre as crianças menores de dois anos foram pesadas pelo Programa Saúde da Família (PSF), 0,6% estavam desnutridas.

### Educação

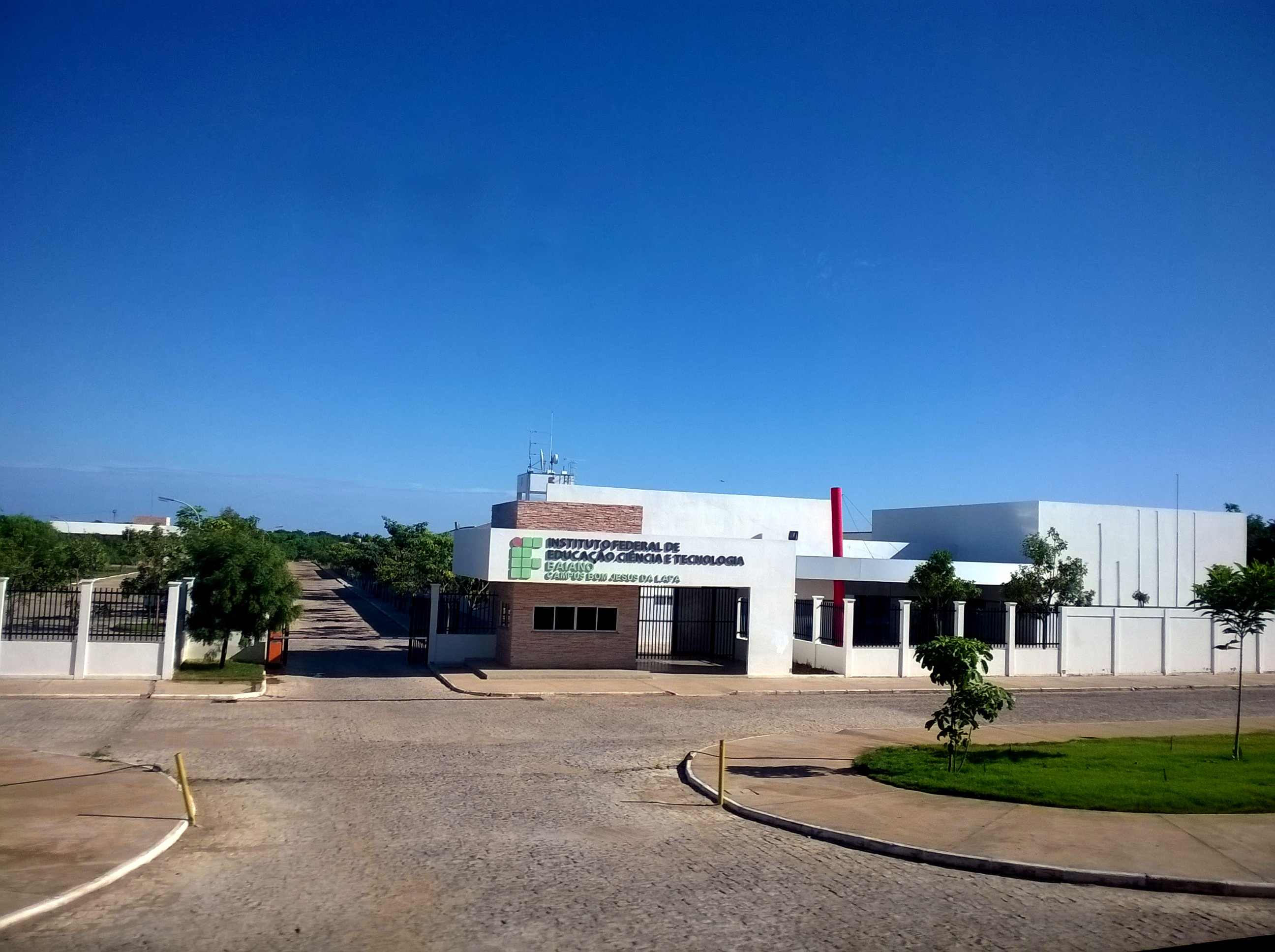
Um dos campi do Instituto Federal Baiano, localizado em Bom Jesus da Lapa.

O fator "educação" do IDH no município atingiu em 2010 a marca de 0,533, ao passo que a taxa de alfabetização da população acima dos dez anos indicada pelo último censo demográfico do mesmo ano foi de 82,3% (81,3% para os homens e 83,4% para as mulheres). As taxas de conclusão dos ensinos fundamental (15 a 17 anos) e médio (18 a 24 anos) era de 39,8% e 35,1%, respectivamente, e o percentual de alfabetização da população entre 15 e 24 anos de 95,7%.
Ainda em 2010, Bom Jesus da Lapa possuía uma expectativa de anos de estudos de 8,52 anos, valor inferior à média estadual (8,63 anos). O percentual de crianças de cinco a seis anos na escola era de 95,24% e de onze a treze anos cursando o fundamental de 72,00%. Entre os jovens, a proporção na faixa de quinze a dezessete anos com fundamental completo era de 41,93% e de 18 a 20 anos com ensino médio completo de 26,58%. Considerando-se apenas a população com idade maior ou igual a 25 anos, 38,29% tinham ensino fundamental completo, 27,74% o médio completo e 4,48% possuíam superior completo. 25,14% eram analfabetos. Em 2014, a distorção idade-série entre alunos do ensino fundamental, ou seja, com idade superior à recomendada, era de 20,6% para os anos iniciais e 38,6% nos anos finais, sendo essa defasagem no ensino médio de 49,4%.
Bom Jesus da Lapa dispõe de alguns campi de universidades públicas, como Universidade do Estado da Bahia (UNEB); a Universidade Federal do Oeste da Bahia (UFOB); o Instituto Federal Baiano (IF Baiano). O município também dispõe de algumas universidades privadas de ensino à distância como a Universidade do Norte do Paraná (UNOPAR), Universidade Aberta do Brasil, Universidade Paulista (UNIP), entre outras.

### Segurança, violência e criminalidade
Segundo o Mapa da Violência de 2014, com dados relativos a 2012, divulgados pelo Instituto Sangari, dos municípios com mais de vinte mil habitantes, a taxa de homicídios no município foi de 20,1 para cada 100 mil habitantes, ficando na 1.159ª posição a nível nacional. O índice de suicídios naquele ano para cada 100 mil habitantes era de 0,0, com apenas três mortes confirmadas entre 2008 a 2012. Já em relação à taxa de óbitos por acidentes de trânsito, o índice foi de 21,6 para cada grupo de 100 mil habitantes, o 846° a nível nacional. A 24ª Coordenadoria de Polícia Civil de Bom Jesus da Lapa é responsável pela região e outros municípios vizinhos.

### Serviços, habitação e comunicação

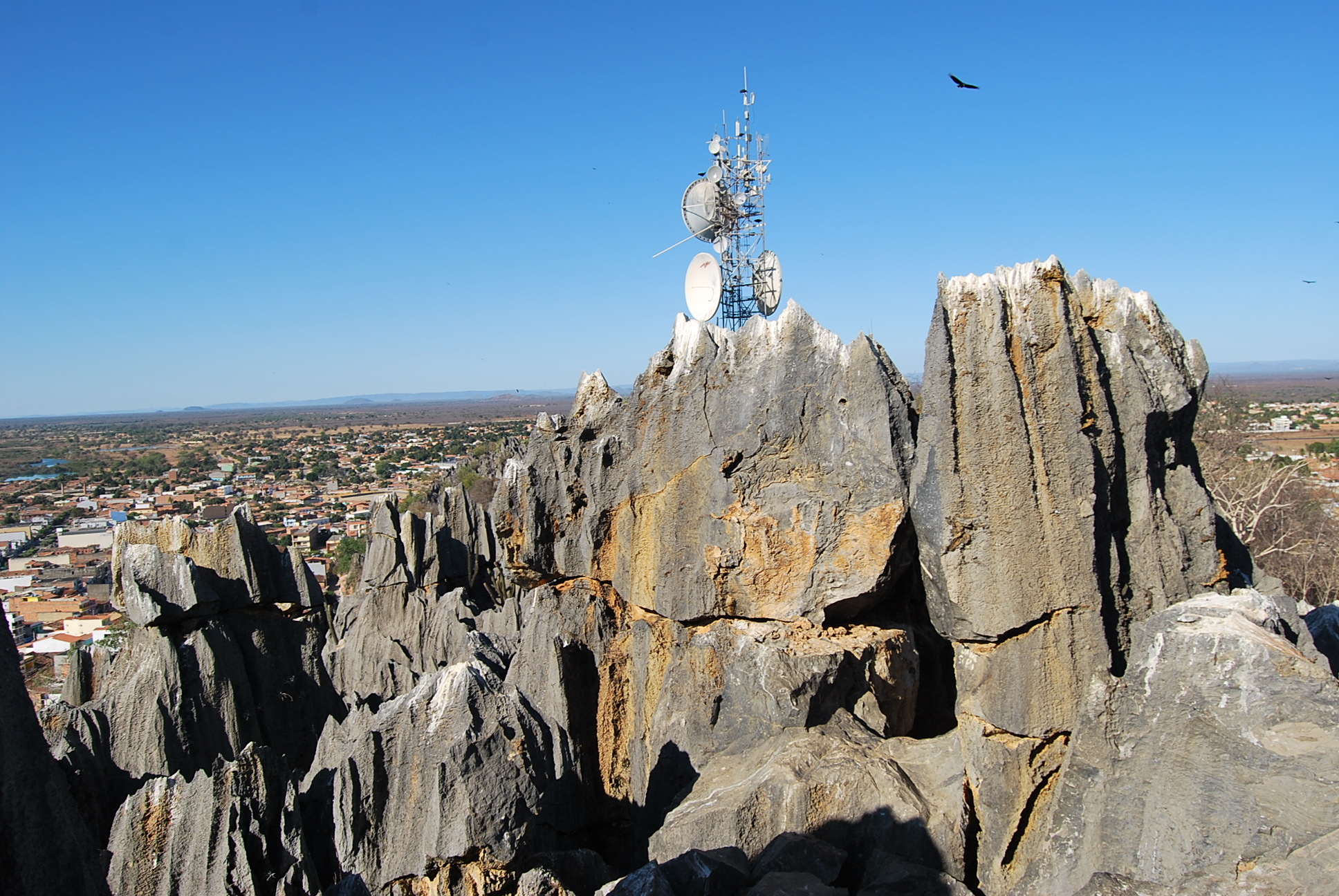
Antenas de TV entre o morro da cidade

Bom Jesus da Lapa possuía, em 2010, 16 344 domicílios, sendo 11 283 na zona urbana (69,03%) e 5 061 na zona rural (30,97%). Desse total, 12 986 eram próprios (79,45%), dos quais 12 769 já quitados (78,13%) e 217 em processo de aquisição (1,33%); 2 017 alugados (12,34%) e 1 268 cedidos (7,76%), sendo 435 por empregador (2,66%) e 833 de outra maneira (5,10%). Outros 73 eram ocupados sob outras condições (0,45%). O serviço de abastecimento de água é feito pela Serviço Autônomo de Água e Esgoto (SAAE), da prefeitura do município. A voltagem nominal da rede é de 110 volts.
O código de área (DDD) de Bom Jesus da Lapa é 077 e o Código de Endereçamento Postal (CEP) é 47600-000. No dia 19 de janeiro de 2009, o município passou a ser servido pela portabilidade, juntamente com outras localidades de DDDs 31, em Minas Gerais; 42, no Paraná; 79, em Sergipe, além de outros municípios com código 75 e 77, na Bahia. Conforme dados do censo de 2010, 8 874 domicílios tinham somente telefone celular (54,30%), 2 446 possuíam celular e fixo (14,97%) e 459 apenas telefone fixo (2,81%).

### Transporte

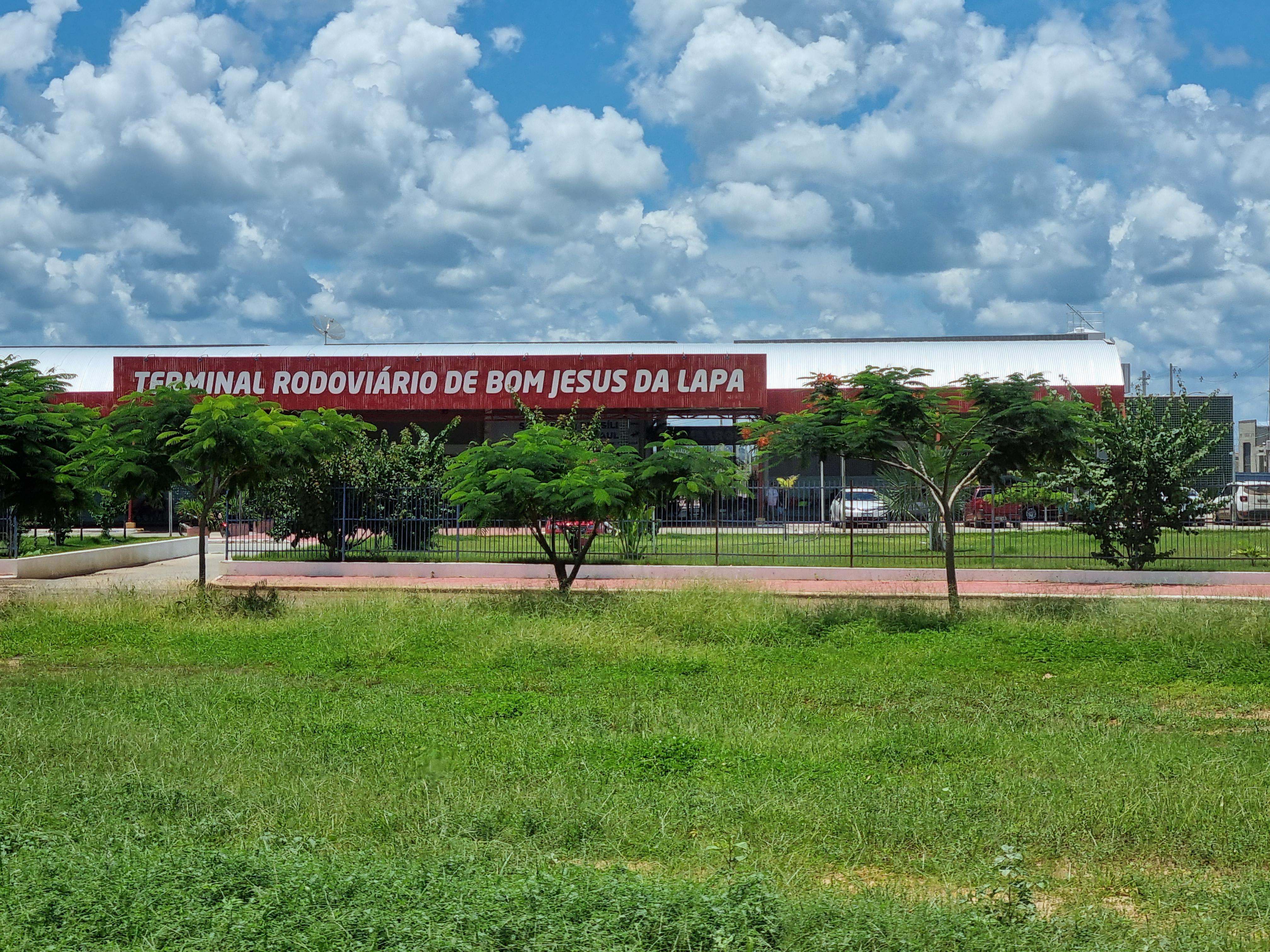
O Terminal Rodoviário de Bom Jesus da Lapa, em janeiro de 2023

A frota municipal no ano de 2015 era de 11 585 motocicletas, 4 310 automóveis, 1 631 caminhonetes, 964 motonetas, 484 caminhões, 183 camionetas, 166 ônibus, 79 micro-ônibus, 54 caminhões-trator, 59 utilitários, além de 313 em outras categorias, totalizando 19 828 veículos. No transporte rodoviário, a cidade possui um terminal rodoviário de alcance interestadual. Bom Jesus da Lapa também conta com um aeroporto.
Bom Jesus da Lapa, em termos rodoviários, é servida por quatro rodovias e desempenha importante função na área. A cidade é cortada pelas federais BR-349 e BR-430. Com a construção da Ponte Gercino Coelho, em 1990, com a intenção de facilitar o escoamento da produção do Projeto Formoso, a cidade ganhou mais força no oeste baiano. Outra rodovia, a BA-161, liga Bom Jesus da Lapa à Sítio do Mato. Outra estrada, outrora de terra, foi pavimentada. A BA-160 liga o município à Paratinga. Em contrapartida, em avaliações da Confederação Nacional do Transporte (CNT), recebeu o status de "péssima" durante vários anos consecutivos sendo que, em 2010, foi considerada a pior rodovia do Brasil.

## Cultura

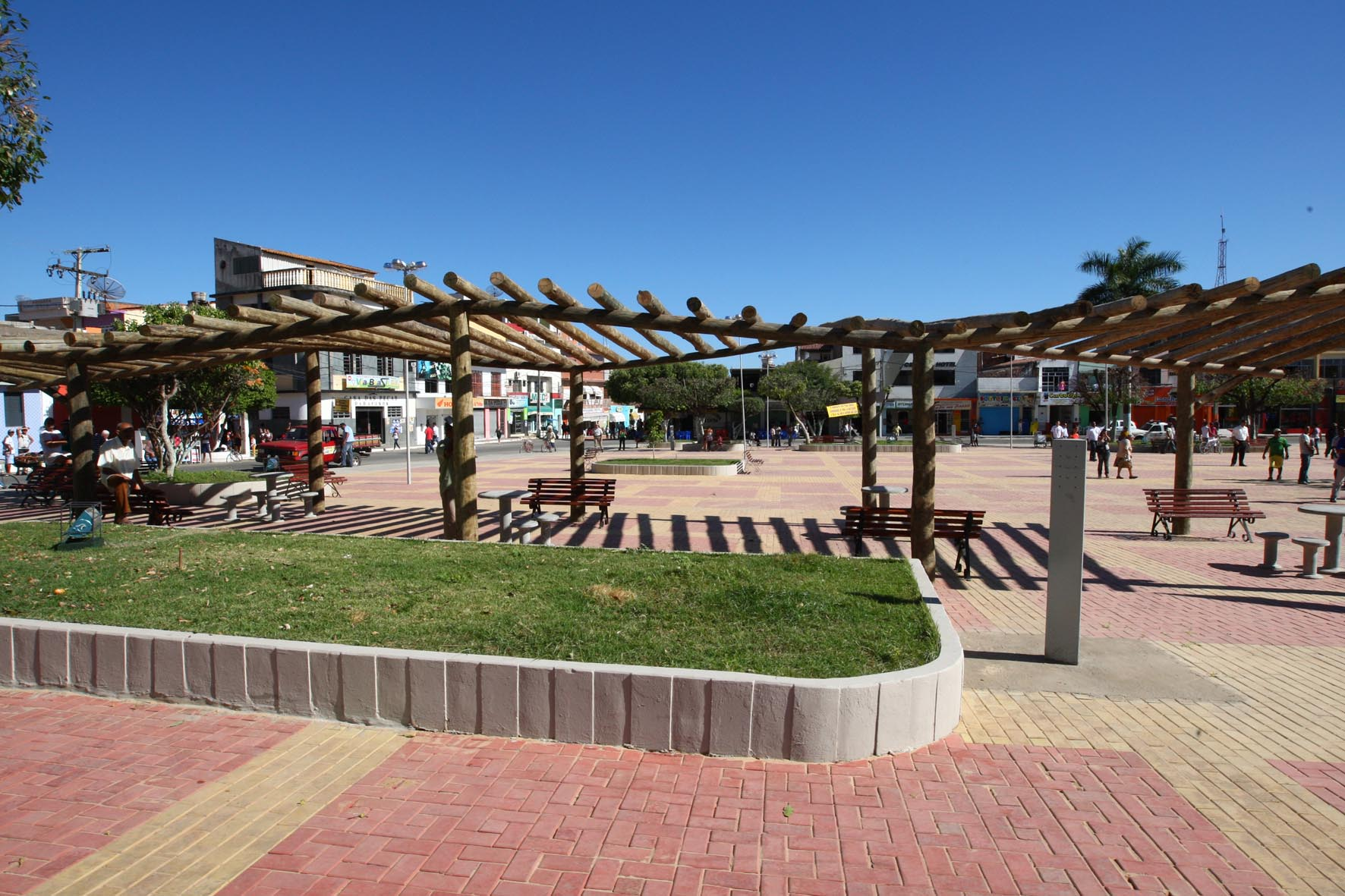
Praça em Bom Jesus da Lapa, 2009

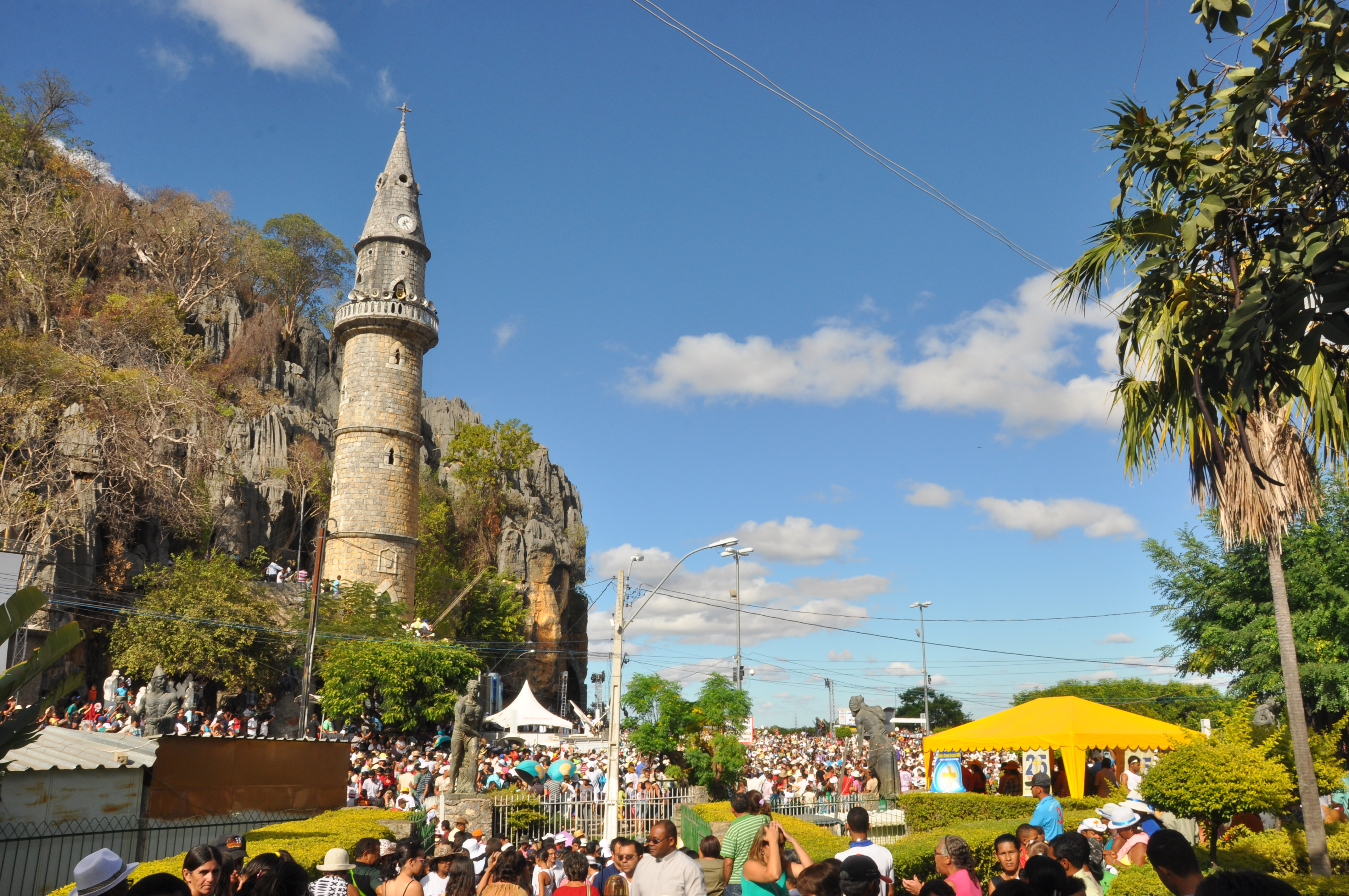
Romeiros reunidos em torno do morro de Bom Jesus da Lapa, em 2011

Bom Jesus da Lapa conta com vários pontos de apelo turístico. O principal deles é o Santuário do Bom Jesus da Lapa que atrai, por ano, cerca de 2 milhões de pessoas e torna a romaria que ocorre na cidade a terceira maior do Brasil. A romaria do Bom Jesus e a romaria de Nossa Senhora da Soledade são as principais romarias de Bom Jesus da Lapa. Além da gruta principal, o Morro de Bom Jesus da Lapa conta com outras quinze grutas que podem ser visitadas. Além disso, também ocorrem práticas de rapel no morro. Outros pontos são a prainha de Bom Jesus da Lapa, às margens do São Francisco; o Mercado Municipal de Bom Jesus da Lapa, com produtos alimentícios; Barrinha, com comidas típicas; o Teatro Municipal Professora Ivonildes de Melo; a Casa de Cultura Professor Antonio Barbosa que abriga a Biblioteca Municipal Eleonor Magalhães Cezar; o Museu do Santuário; o Abrigo dos Pobres, a Catedral de Nossa Senhora do Carmo, a Praça da Fé, a Praça do Largo da Esplanada e a Praça Monsenhor Turíbio Vila Nova. O município conta com mais de onze mil leitos distribuídos em pousadas, dormitórios, hotéis e estabelecimentos do gênero.
Outras manifestações culturais encontradas em Bom Jesus da Lapa são a Folia de Reis que abriga, também, comidas típicas e a Festa do Divino Espírito Santo, que ocorre cinquenta dias após a comemoração da páscoa. Um grupo musical tradicional da cidade é a Caretagem, existente há mais de setenta anos e conta com instrumentos percussivos, máscaras e fantasias.
A cidade é terra natal de alguns artistas que obtiveram relevância regional, nacional ou mesmo internacional, tais como o cantor e compositor Carlos Villela, a escritora Állex Leilla, o atleta olímpico Eronilde Araújo, e o futebolista Hernane Vidal de Souza.
A culinária lapense é encontrada em vários restaurantes e tem, como prato típico, a moqueca de peixe, preparada em tigelas de barro. No município também está a Casa da Cultura de Bom Jesus da Lapa. Fundada a partir de um casarão datado de 1916, o espaço conta com a biblioteca pública Leonor Magalhães Cézar e a academia de letras da cidade. O prédio foi reformado pela prefeitura de Bom Jesus da Lapa em 2016.
Bom Jesus da Lapa contém um campeonato de futebol amador e também conta com uma seleção que disputa o Campeonato Baiano Intermunicipal de Futebol. Além disso, a cidade possui o estádio Benjamin Farah, com capacidade para quatro mil pessoas.